# Guillermo Víctor de Prusia
Guillermo Víctor de Prusia (en alemán: Wilhelm Viktor Ernst Freund Friedrich Georg Adalbert; 15 de febrero de 1919 - 7 de febrero de 1989) fue un príncipe alemán, militar y diplomático.

## Biografía
El príncipe Guillermo Víctor fue nieto del emperador Guillermo II de Prusia y el hijo menor del príncipe Adalberto de Prusia (14 de julio de 1884 – 22 de septiembre de 1948) y de la princesa Adelaida de Sajonia-Meiningen (16 de agosto de 1891 – 25 de abril de 1971). Su padre ostentó también el título de "Graf Lingen". Renunció a sus derechos de sucesión a raíz de su matrimonio desigual. 
Su hermana, la princesa Victoria Marina se casó con William Patterson.

Casa de Hohenzollern

## Matrimonio
Guillermo Víctor se casó en Donaueschingen el 20 de julio de 1944 con María Antonieta, condesa de Hoyos (Hohenthurm, 27 de junio de 1920 – Marbella 1 de marzo de 2004), y tuvo la siguiente descendencia:
- Princesa María Luisa Marina Francisca de Prusia (18 de  septiembre de 1945).Casada con el conde Rudolf (Rudi) de Schönburg-Glauchau el 19 de mayo de 1971. Tienen dos hijos:
  - Condesa Sofía Anastasia Guillermina María Antonieta de Schönburg-Glauchau (17 de mayo de 1979). Ahijada de la reina Sofía. Casada con Carles Andreu Alacreu el 21 de septiembre de 2013. Tienen dos hijos:
    - Rudi Federico Nicolás Alacreu y Schönburg-Glauchau (12 de septiembre de 2017)
    - Carlota Alacreu y Schönburg-Glauchau (6 de mayo de 2019)

  - Conde Federico Guillermo Simeón Dionisio Joaquín Rodolfo María Adalberto de Schönburg-Glauchau (27 de abril de 1985)
- Príncipe Adalberto Alejandro Federico Joaquín Christian (nacido en Constanza el 4 de marzo de 1948). Casado en Glentorf el 14 de junio de 1981 con Eva María Kudicke (nacida en Shahi (Irán) el 30 de junio de 1951). Tienen tres hijos:
  - Príncipe Alexander de Prusia (3 de octubre de 1984). Casado con Jenny von Rumohr (15  de diciembre de 1985) el 14 de febrero de 2020.
  - Príncipe Christian de Prusia (3 de julio de 1986)
  - Príncipe Felipe de Prusia (3 de julio de 1986)

La princesa nació condesa María Antonieta, en Hohenthurn, el 27 de junio de1920, hija de Federico, conde de Hoyo-Sprinzenstein, barón de Stichsenstein, y de Guillermina de Wuthenau, de la casa condal de Hohenthurm.
El príncipe Guillermo Víctor murió el 7 de febrero de 1989 a los 69 años de edad.